# Калирин
Калирин (англ. Kalirin, также англ. huntingtin-associated protein interacting protein, HAPIP; DUO)- гуанин-нуклеотид-фактор обмена (англ. guanine nucleotide exchange factor, GEF), входящий в белковое семейство Dbl. Калирин назван в честь многорукой богини Кали за многообразие взаимодействий с другими белками. Второе название, DUO, указывает на высокую степень сходства белка с крысиным DUO (98%) и человеческим белком TRIO (80.6%). В отличие от TRIO, встречающегося во многих тканях и органах, калирин обнаруживается преимущественно в мозге.
Альтернативный сплайсинг гена KALRN порождает множество изоформ белка. Калирин-7, по данным одного исследования, участвует в процессе синаптической пластичности, приводя к увеличению дендритных шипиков.

## Испытания на животных
Мыши, нокаутные по гену калирина, по заявлениям исследователей, проявляют некоторые качества, присущие животным моделям шизофрении.
Исследования нейропластичности, медикаментозно индуцированного роста денритных шипиков(индуцирован 5-HT2A лигандом DOI ( CAS 82830-53-3 )) на мышах:
Rapid modulation of spine morphology by the 5-HT2A serotonin receptor through kalirin-7 signaling Kelly A Jones 1, Deepak P Srivastava, John A Allen, Ryan T Strachan, Bryan L Roth, Peter Penzes